# Jackrabbits de South Dakota State
Les Jackrabbits de South Dakota State (en anglais : South Dakota State Jackrabbits) sont un club omnisports universitaire de l'université d'État du Dakota du Sud.

## Équipes
L'université d'État du Dakota du Sud sponsorise neuf équipes masculines et dix féminines participant au championnat NCAA :
Équipes masculines
- Athlétisme
- Baseball
- Basket-ball
- Cross-country
- Football américain
- Golf
- Natation et Plongée
- Tennis
- Lutte

Équipes féminines
- Athlétisme
- Basket-ball
- Cross-country
- Sport équestre
- Golf
- Football
- Softball
- Natation et Plongée
- Tennis
- Volley-ball

## Palmarès
- Football américain (FCS) :
  - Champion : 2022, 2023
  - Vice-champion : 2020

## Joueurs célèbres

### Football américain
- Pete Retzlaff
- Adam Vinatieri, quatre fois vainqueur du Super Bowl
- Danny Batten

### Baseball
- Caleb Thielbar
- Blake Treinen

### Basket-ball
- Nate Wolters